# Друга влада Милутина Гарашанина
Друга влада Милутина Гарашанина је била на власти од 2. маја 1885. до 23. марта 1886. (по старом календару).

## Историја

### Односи са Бугарском
До кварења односа између Србије и Бугарске долази након гушења Тимочке буне. Известан број бођа буне склонио се преко границе и са бугарске територије ширио пропаганду против краља, повремено прелазили на српску територију и претили новом буном. Гарашанинова влада тражила је од бугарских власти да сузбија овакву пропаганду. Бугарска влада одбила је тај захтев и чак отворила друго питање око једног српског имања крај села Брегово које се нашло на десној обали Тимока пошто је река променила ток. Срби су ипак задржали караулу, а бугарске власти, како би скренуле пажњу са избегличког питања, су тражиле да се караула уклони.
Из овога се изродио велики инцидент који је резултирао прекидом дипломатских односа између Србије и Бугарске. Силе Тројецарског савеза груписале су се на следећи начин: Немачка и Аустро-Угарска стале су уз Србију, а Русија уз Бугарску. Све су, међутим, желеле да се спор реши мирним путем. На састанку тројице царева у Скијерневици донето је мишљење да Милан треба остати краљ Србије. Милан није знао за то, те се плашио одлука овог састанка. Аустро-Угарска му одлуке није саопштила држећи га у неизвесности. Милан је јуна 1885. године аустроугарском посланику у Београду предложио допуњење Тајне конвенције следећим тачкама: краљ Милан ће остати на престолу до пунолетства Александра Обреновића, Милан или Александар би по захтеву аустријског цара абдицирали са пресола у корист неког хабзбуршког принца уз услов да му се понуди добар комад земље као одштета, а Александар да се васпитава у „Терезијануму“; ако краљ Милан буде збачен или убијен, Александар ће до пунолетства боравити у Бечу, а касније ће му аустроугарска влада помоћи да се домогне српског престола. Краљев предлог није ни узет у разматрање, већ је добио хладан одговор како Аустро-Угарска нема намеру да запоседа Србију, а када би то и хтела, учинила би то војском, не прихватајући никакве услове. Наговештено му је да је његов поступак недостојан једног владара.
У условима затегнутих односа са Бугарском, стигла је 18. септембра вест да је у Пловдиву извршен преврат и да је уједињена „Јужна“ и „Северна“ Бугарска. Турски гувернер у Источној Румелији је збачен, а ова покрајина је уједињена са Кнежевином Бугарском. У припремање овог чина био је укључен и кнез Александар Батенберг. Турска није имала снаге да спречи уједињење, већ се обратила за помоћ силама. Русија је, наравно, прихватила уједињење и на њега наговорила и Аустро-Угарску (пристајући на анексију Босне и Херцеговине). Батенберг је био антируски расположен, те је Британија подржала уједињење, а Русија се, привидно, противила, као и Аустро-Угарска, која је била под притиском Немачке и не желећи да разочара Србију. Кнез Милан устао је против уједињења не желећи Велику Бугарску као свог суседа. Македонско питање заоштрило је сукоб, те је Милан устао против уједињења бугарског народа. Била је то његова лична политика. На заседању Народне скупштине у Нишу, кнез је у престоној беседи изјавио како је улога Србије да поврати равнотежу успостављену на Берлинском конгресу која је поремећена. На наговор аустријског посланика, Милан је пристао да ратује за статус кво у Румелији. Аустријска страна настојала је да Србији обезбеди проширење у погледу бугарских територија, али то није прихватила Русија која није желела ширење аустроугарске утицајне зоне на Балкану. Донета је одлука да се прихвати свршен чин уједињења, да се Турска не одвраћа од оружане интервенције (знало се да јој неће прибећи) и да се не откривају одлуке тајног тројецарског уговора. Аустријска дипломатија није обавестила Србе о постојању ових одлука, већ је чак помагала Србији да закључи ратни зајам у Бечу. На Бизмарков захтев, аустроугарске власти тражиле су од Милана да одложи рат, што је овај прихватио. Милан се обратио Порти обавештавајући је да се не бори против Турске. Порта је прихватила Миланове планове о рату уз услов да се српски краљ не бори за бугарске територије, већ само за равнотежу на Балкану. Грчка, Румунија и Црна Гора одбиле су српске предлоге о учешћу у рату.

### Српско-бугарски рат
Уверен у лаку победу, Милан је мобилисао мале снаге; око 52.000 људи. Други разлог био је и страх од буна; није желео да сваком радикалу обеси пушку о раме. Српска војска имала је добре и прецизне пушке, али мало муниције. Артиљерија је била слаба (топови из српско-турских ратова), а нови француски топови су каснили. На захтев Британије, Батенберг је покушао да преговара са Миланом (ухапшен је и Пашић), али је српски краљ одбио предлог отвореним телеграмом. Аустријски представник Калноки је, под притиском сила, морао Милана обавестити да нема ништа од територијалног проширења Србије ратом. Чекала се одлука Цариградске конференције која је расправљала питање уједињења. Како она није решила ништа, Милан се одлучио за рат кога је објавио 14. новембра. 
Српске снаге биле су подељене у две војске: Нишавску и Тимочку. За начелника штаба постављен је министар војни Јован Петровић (Милан није хтео узети искусне команданте из српско-турских ратова који би му преотели славу лаке победе). Краљев план био је да се прошири на Видински и Софијски округ и да се укопа чекајући интервенцију великих сила које ће прекинути рат. Бугарска војска супротставила је армију од 55.500 људи коју су обучавали руски војни стручњаци и којој се касније придружила румелијска народна војска (36.500 људи), те су Бугари били бројно надмоћнији. Морал је био несумњиво на њиховој страни.
После почетних успеха, српска војска укопала се на Сливници где је 5. новембра отпочела тродневна битка у којој су обе стране непрестано уносиле појачања. Милан је издао наредбу да се војска повуче страхујући да га Бугари не заобиђу. Повукао се у Пирот. Срби су у бици на Сливници изгубили 3500 људи, а Бугари за 1000 мање. Милан од аустроугарског посланика тражи посредовање за прекид ватре. Бугарски одред појавио се у близини Пирота, те је уплашени Милан наредио да се напусте добри положаји код Драгомана. Када је разјарени Гарашанин дошао у Пирот, Милан је повукао наредбу, али касно. Бугари су кренули у напад и ушли у Цариброд. Борбе су прекинуте код Пирота, интервенцијом сила. Александар није пристао на прекид ватре; желео је доћи до Ниша и одатле уценити велике силе. Бугари улазе у Пирот, а Срби не успевају да га поврате. Тек када је аустроугарски представник запретио да ће аустроугарска војска ући у Србију и отерати Бугаре, Батенберг је пристао на примирје (од два месеца) којим је завршен рат.
Мировни преговори вођени су у Букурешту између српског представника Чедомиља Мијатовића и турског и бугарског представника са друге стране. Мировни уговор потписан је у Букурешту 3. марта 1886. године и садржао је само један члан: Између Кнежевине Бугарске и Краљевине Србије успоставља се мир даном потписивања овог уговора. Решење питања уједињења Бугарске и Румелије нађено је у персоналној унији.

### Криза
Изнемогао од пораза у рату, Милан је министрима 27. новембра 1885. године пружио написану оставку. Они је нису прихватили. Разљућени Гарашанин бацио је оставку на под и повикао на краља: „Каква абдикација, срам вас било“! На то се краљ разнежио, почео да плаче и љуби своје министре и предао команду над војском генералу Хрватовићу. Током рата у Београду долази до састанка Ристића и Пироћанца, вођа две политичке странке, који су се сложили да је неопходна промена устава, да се спољна политика мора више окренути ка Русији, да се власт краља мора ставити под јачу контролу Скупштине. Милан је послао Гарашанина на преговоре. Састанак је одржан 24. децембра. Присуствовали су Гарашанин и краљица Наталија са једне и Ристић, Пироћанац, Радивоје Милојковић и Стојан Новаковић са друге стране. Опозиционари су тражили мир и већу контролу народног представништва, док мишљење о краљевој абдикацији нису изнели.
По доласку у Београд (27. децембар), Милан се упутио у Београдску тврђаву где се састао са најистакнутијим радикалом у затвору, Пером Тодоровићем. Тражио је од њега помоћ у стварању једне јаке напредњачко-радикалне коалиције. Тодоровић је пристао како би се ослободио затвора, те је Милан помиловао радикале осуђене 1883. године, сем оне у емиграцији. Тодоровићев неуспех да у Нишу убеди своје страначке другове на такву политику означава почетак његовог краља. За споразум са напредњацима био је Главни одбор радикалне странке, али су му се успротивили радикали из унутрашњости. Иначе, подела између тзв. „београдских радикала“ и радикала из унутрашњости јавља се након гушења Тимочке буне, а продубила се 1886. године. Крај политичке каријере доживео је и Пироћанац коме је Гарашанин преотео вођство у Напредној странци. Пироћанац се повлачи са политичке сцене и привремено са собом одвлачи и Стојана Новаковића.
Гарашанин је расписао изборе за Скупштину за мај 1886. године. Покушао је да се споразуме са радикалима, али му то није успело; радикали су ушли у коалицију са либералима, верујући да ће и без коалиције са напредњацима однети толико посланичких места колико им је Гарашанин нудио. На изборима је Напредна странка добила педесетак (од 121) гласова (колико је понудила радикалима) те је, са четрдесетак посланика које је именовао краљ, једва успела да састави већину. Отпочели су прогони политичких противника. Незадовољство народа било је велико. Држави је претио финансијски слом кога напредњаци нису услели да реше иностраним зајмом.

### Пад владе
Милан је проживљавао и сукоб са супругом Наталијом. Разлог су била Миланова брачна неверства, краљичино русофилство, краљево аустрофилство и сукоб око синовљевог образовања. Краљ је страховао да му Наталија жели одузети престо, те је донео одлуку да је протера из земље или да сам абдицира, претходно именујући намесништво. На ту његову одлуку Гарашанин је дао оставку. Потом је склопљен споразум краља и краљице којим Наталија и Александар одлазе у иностранство, у неку од немачких вароши, до коначне одлуке и престолонаследниковом образовању. Гарашанин је повукао оставку, али се није на власти задржао још дуго. Краљ му није могао опростити што је држао страну Наталији  те је власт предао Јовану Ристићу.

## Чланови владе
| Функција                                                  | Слика               | Име и презиме        | Детаљи                  |
| --------------------------------------------------------- | ------------------- | -------------------- | ----------------------- |
| Председник министарског савета и министар иностраних дела |                     | Милутин Гарашанин    |                         |
| Министар унутрашњих дела                                  |                     | Димитрије Маринковић |                         |
| Министар правде                                           |                     | Ђорђе М. Павловић    |                         |
| Министар финансија                                        |                     | Вукашин Петровић     |                         |
| Министар просвете и црквених дела                         |                     | Стеван Д. Поповић    |                         |
| Министар војни                                            |                     | Јован Петровић       | до 24.11/6.12. 1885.    |
| Министар војни                                            | Драгутин Франасовић |                      |                         |
| Министар грађевина                                        |                     | Коста Протић         |                         |
| Министар народне привреде                                 |                     | Драгомир Рајовић     | до 27.12.1885/8.1.1886. |
| Министар народне привреде                                 |                     | Ђорђе М. Павловић    | заступник               |